# Кошаровці
Кошаровці (словен. Košarovci) — поселення в общині Горні Петровці, Помурський регіон, Словенія. Висота над рівнем моря: 323,2 м.